# NGC 7840
NGC 7840 је спирална галаксија у сазвежђу Рибе која се налази на NGC листи објеката дубоког неба.
Деклинација објекта је + 8° 23' 5" а ректасцензија 0h 7m 8,8s. Привидна величина (магнитуда) објекта NGC 7840 износи 15,2 а фотографска магнитуда 16,0.